# Alcatel Pop C1
Das Pop C1 ist ein Einsteiger-Smartphone der Marke „Alcatel One Touch“, das von TCL Communication vertrieben wird. Es wurde im März 2014 vorgestellt. Seine Besonderheit ist, dass es in Amerika vom Einzelhandel Best Buy für 10–20 US-Dollar verkauft wird.
Das Pop C1 wird mit Android 4.2.2 Jelly Bean ausgeliefert.

## Display
Das Alcatel Pop C1 besitzt ein 3,5 Zoll (8,89 cm) großes TFT-LC-Display mit einer Auflösung von 320 × 480 Pixeln (ca. 165 ppi Pixeldichte) und einem Farbraum von 262.144 Farben.

Der Touchscreen unterstützt keine Multi-Touch-Gesten.

## Kamera
Die Kamera des Pop C1 schießt Bilder mit einer Auflösung von 2 Megapixeln. Videos nimmt seine Kamera in 480p bei einer Bildfrequenz von 20 fps. Frontkamera und LED-Blitzlicht besitzt das Pop C1 nicht.

## Design
Wie bei den meisten Smartphones nimmt das Display des C1 den Großteil der Gerätefront ein. Unterhalb dessen befinden sich drei berührungsempfindliche Knöpfe für Zurück, Homescreen und Multitasking. Mittig der Rückseite ist ein „Alcatel One Touch“-Logo. Links darüber ist die Kamera. Rechts neben der Kamera ist der Lautsprecher.